# Sever Hall
Sever Hall ist ein im 19. Jahrhundert errichtetes Gebäude der Harvard University in Cambridge im Bundesstaat Massachusetts der Vereinigten Staaten. Es wurde 1970 als National Historic Landmark in das National Register of Historic Places eingetragen und ist seit 1987 zugleich Contributing Property des Harvard Yard Historic District. Das Gebäude wird als architektonisches Meisterstück des Richardsonian-Romanesque-Stils angesehen.

## Architektur
Das dreieinhalbstöckige, 53,7 m × 22,8 m × 24,4 m (Länge × Breite × Höhe) messende Gebäude wurde von Henry Hobson Richardson entworfen und von 1878 bis 1880 aus rund 1,3 Millionen roten Mauerziegeln auf einem Fundament aus Stein errichtet. Das in der Farbe der Ziegel gehaltene Walmdach wird von Kaminen und Dachgauben durchbrochen. Die West- und Ostseite sind durch jeweils zwei symmetrisch um den zentralen Eingang angeordnete Rundtürme charakterisiert, die im engeren Sinne die einzigen mittelalterlichen Stilelemente des Bauwerks darstellen. Das Tympanon des Giebels und die Paneele unter den Fenstern des zweiten und dritten Stocks im vorspringenden Erker sind reich mit floralen Mustern verziert, die in den Backstein gekerbt wurden. Der als Portal ausgestaltete Haupteingang befindet sich an der nach Westen ausgerichteten Vorderseite des Gebäudes.

## Historische Bedeutung
Das Gebäude stellt den Höhepunkt der Schaffensperiode von Henry Hobson Richardson dar. Bei diesem Entwurf verzichtete Richardson auf den verkleideten Granit und den braunen Stein seiner früheren Gebäude und übernahm den gewöhnlichen roten Ziegelstein, der in den nahe gelegenen Gebäuden aus dem 18. Jahrhundert im Harvard Yard verwendet worden war. Er ahmte sogar die schlichten länglichen und symmetrischen Massen dieser georgianischen und föderalen Gebäude nach und versuchte so erfolgreich, sein neues Gebäude mit der Architektur der Vergangenheit zu verbinden.
Die Sever Hall wurde nach James Warren Sever benannt, dessen Ehefrau Anne E. P. Sever nach seinem Tod der Universität 100.000 US-Dollar für die Errichtung eines neuen Gebäudes unter der Maßgabe geschenkt hatte, dass dieses zum einen für die Nutzung von Studenten ausgelegt sein und zum anderen nach ihrem Ehemann benannt werden sollte. Die an die Quincy Street grenzende Sever Hall bildet den östlichen Teil eines Vierecks, zu dem im Weiteren die Memorial Church of Harvard University (Appleton Chapel) im Norden, die Widener Library im Süden sowie die University Hall im Westen gehören.
Im Jahr 2004 bezeichnete der amerikanische Architekt Robert Venturi die Sever Hall als sein „Lieblingsgebäude in Amerika“.